# Михалково (Вязниковский район)
Михалково — упразднённая деревня в Вязниковском районе Владимирской области России.

## География
Урочище находится в северо-восточной части области, в зоне хвойно-широколиственных лесов, в пределах Волжско-Окского междуречья, на правом берегу реки Кестромки, к востоку от автодороги 17Н-5, на расстоянии 33 километров (по прямой) к юго-западу от города Вязники, административного центра района.

### Климат
Климат характеризуется как умеренно континентальный. Средняя температура воздуха самого холодного месяца (января) — −11,1 °C (абсолютный минимум — −48 °С), средняя максимальная температура воздуха (июля) — +23,3 °С (абсолютный максимум — +37 °С). Годовое количество атмосферных осадков составляет около 607 мм, из которых 413 мм выпадает в период с апреля по октябрь.

## История
В «Списке населенных мест Владимирской губернии по сведениям 1859 года» населённый пункт упомянут как удельная деревня Судогодского уезда, расположенная при колодцах, в 52 верстах от уездного города. В деревне насчитывалось 12 дворов и проживало 88 человек (41 мужчина и 47 женщин).
По состоянию на 1905 год, в Михалкове имелось 20 дворов и проживало 103 человека. В административном отношении деревня входила в состав Больше-Григоровской волости.
По данным 1926 года, в деревне имелось 29 крестьянских хозяйств и проживало 135 человек (67 мужчин и 68 женщин). Являлась центром Михалковского сельсовета.
На момент упразднения входила в состав Стёпанцевского сельсовета Вязниковского района. Упразднена решением облисполкома № 682 от 16 мая 1986 года как фактически не существующая.